# Episodi di The 100 (sesta stagione)
La sesta stagione della serie televisiva The 100, composta da tredici episodi, è stata trasmessa negli Stati Uniti dall'emittente The CW, dal 30 aprile al 6 agosto 2019.
In Italia la stagione è stata trasmessa dal 17 ottobre 2019 al 9 gennaio 2020 dal canale Premium Action. In chiaro è stata trasmessa dal 17 luglio 2020 sul 20 nel day-time.
La stagione è stata pubblicata su Netflix il 1º dicembre 2020.
I maggiori antagonisti di questa stagione sono Josephine, Russell e Simone Lightbourne.
| nº | Titolo originale            | Titolo italiano           | Prima TV USA   | Prima TV Italia  |
| -- | --------------------------- | ------------------------- | -------------- | ---------------- |
| 1  | Sanctum                     | Il nuovo pianeta          | 30 aprile 2019 | 17 ottobre 2019  |
| 2  | Red Sun Rising              | L'eclisse                 | 7 maggio 2019  | 24 ottobre 2019  |
| 3  | The Children of Gabriel     | I figli di Gabriel        | 14 maggio 2019 | 31 ottobre 2019  |
| 4  | The Face Behind the Glass   | La faccia dietro il vetro | 21 maggio 2019 | 7 novembre 2019  |
| 5  | The Gospel of Josephine     | Immortali                 | 28 maggio 2019 | 14 novembre 2019 |
| 6  | Memento Mori                | Memento mori              | 11 giugno 2019 | 21 novembre 2019 |
| 7  | Nevermind                   | Non dimenticare           | 18 giugno 2019 | 28 novembre 2019 |
| 8  | The Old Man and the Anomaly | Il vecchio e l'anomalia   | 25 giugno 2019 | 5 dicembre 2019  |
| 9  | What You Take With You      | Ciò che porti con te      | 9 luglio 2019  | 12 dicembre 2019 |
| 10 | Matryoshka                  | Matryoshka                | 16 luglio 2019 | 19 dicembre 2019 |
| 11 | Ashes to Ashes              | Cenere alla cenere        | 23 luglio 2019 | 26 dicembre 2019 |
| 12 | Adjustment Protocol         | Protocollo di rettifica   | 30 luglio 2019 | 2 gennaio 2020   |
| 13 | The Blood of Sanctum        | Il sangue di Sanctum      | 6 agosto 2019  | 9 gennaio 2020   |

## Il nuovo pianeta
- Titolo originale: Sanctum
- Diretto da: Ed Fraiman
- Scritto da: Jason Rothenberg

### Trama
Clarke, Bellamy e Jordan risvegliano Raven, Murphy, Emori, Echo, Shaw ed Abby e mostrano loro il video di Monty e il nuovo pianeta. Jordan consegna ad Abby un possibile rimedio per curare Kane e la donna va a svegliare Niylah. Anche Jackson e Miller vengono svegliati e si uniscono alla missione per esplorare il nuovo pianeta, accompagnati da Clarke, Bellamy, Murphy, Emori, Echo e Shaw, mentre Abby, Niylah, Raven e Jordan rimangono nella nave. 
Arrivati sulla terraferma, i ragazzi partono per l'esplorazione e poi scoprono una fonte d'acqua. Decidono di accamparsi lì per la notte. 
Nella nave principale, intanto, Niylah sveglia Octavia, nonostante Abby le avesse detto di non farlo. 
Kane, grazie alle cure di Abby, si sveglia. La donna lo porta a vedere il nuovo pianeta, quando all'improvviso, si presenta Octavia. Lei e Kane discutono, ma poi Kane si sente male ed Abby è costretta a richiudere Kane nella capsula per la criogenesi, in modo da salvarlo. 
Nella notte, i ragazzi a terra, vengono presi alla sprovvista da uno sciame di insetti e sono costretti a fuggire. Shaw, però, viene colpito dalla barriera radioattiva di un recinto e poco dopo muore, mentre gli altri ragazzi riescono a mettersi in salvo. Il gruppo riprende il cammino e trovano un castello. Decidono di esplorare la zona e vedono che la navicella con la quale erano atterrati, viene rubata da qualcuno. Subito dopo, Murphy viene assalito da Emori, che inizia ad accoltellarlo. Mentre i ragazzi fermano Emori, Clarke grazie ad un libro recuperato poco prima da Bellamy Red Sun Rising, che parla delle eclissi dei due soli, scopre che nell'aria c'è qualcosa di tossico. 
- Guest star: Jarod Joseph (Nathan Miller), Luisa d'Oliveira (Emori), Sachin Sahel (Eric Jackson), Jordan Bolger (Miles Shaw), Jessica Harmon (Niylah).
- Ascolti USA: telespettatori 0.86 milioni – rating 18-49 anni 0.3%[4]

## L'eclisse
- Titolo originale: Red Sun Rising
- Diretto da: Alex Kalymnios
- Scritto da: Jeff Vlaming

### Trama
236 anni prima: L'Eligius III è recentemente arrivata nel nuovo pianeta. Una giovane scienziata di nome Josephine torna da suo padre, che le ricorda di concentrarsi sulla missione. Josephine, poi, suggerisce al padre di chiamare quel posto "Sanctum". La ragazza torna dal fidanzato e poco dopo si rende conto che qualcosa non torna, dato che gli animali si sono improvvisamente zittiti. Quindi decide di tornare all'avamposto, ma lì scopre che suo padre è diventato psicotico e ha iniziato ad uccidere tutti. 
Tornati al presente, dopo aver fermato Emori, Clarke, continuando a leggere il libro, capisce che l'eclissi dei due soli durerà due giorni e che "gli amici diventeranno nemici". Il gruppo, quindi, decide di dividersi e di legarsi con delle catene in modo tale da non farsi male a vicenda: Echo va con Emori, Miller con Jackson, Murphy con Bellamy e Clarke. Tuttavia, gli ultimi due sono costretti a liberarsi delle catene per soccorrere Miller e Jackson. Jackson pugnala Miller al braccio e viene fermato solo grazie all'intervento di Clarke e Bellamy. I due, poi, riescono a far addormentare Miller e Jackson con un tranquillante. Tornati nella loro stanza, Clarke e Bellamy scoprono che Murphy è scappato e Bellamy inizia a comportarsi in modo aggressivo. 
Intanto, la navicella rubata dal gruppo nella terraferma, arriva alla Eligius IV e le persone sveglie, tra cui Abby, Octavia e Jordan, vengono prese alla sprovvista da quattro figure incappucciate.
Raven, avendo notando l'intrusione, decide di svegliare Diyoza, ancora incinta. Quest'ultima si ingegna e prepara un piano che porta ad ucciderne due e ad impossessarsi della radiolina. La donna alla radio dice a Diyoza di incontrarsi, portando suo marito che non sa essere appena morto. Diyoza decide di ingannarla, facendo indossare a Raven la tuta e la maschera dell'uomo. Quando si incontrano, la donna capisce che Diyoza l'ha presa in giro ma prima di poter reagire sopraggiunge Madi, che uccide una delle due intruse. 
Clarke è in preda ad un'allucinazione di sua madre che le dice di uccidersi, poiché è tossica ed è il motivo per la quale tutte le persone vicino a lei muoiono. Tuttavia, la ragazza viene fermata da Murphy, che le dice di trovare e fermare Bellamy. Alla fine, Clarke riesce a far addormentare sia lei che Bellamy e Murphy. 
Arrivati nel nuovo pianeta, Raven, Octavia, Abby e Jordan (insieme alla donna chiamata Taylee), si mettono in marcia per trovare i loro amici. Raven scopre la tomba di Shaw. Il gruppo riprende il cammino finché non trova Clarke, Bellamy e Murphy stesi a terra. Clarke e Bellamy si risvegliano, mentre su Murphy trovano qualcosa di nero che cresce sotto la sua pelle. Il gruppo viene raggiunto da alcuni bambini. Una ragazzina si avvicina e chiede loro se sono venuti per portarli a casa, ma Clarke risponde "Non è questa la vostra casa?"
- Guest star: Sean Maguire (Mr. Lightbourne), Jarod Joseph (Miller), Luisa d'Oliveira (Emori), Sachin Sahel (Jackson), Tati Gabrielle (Gaia), Ivana Miličević (Diyoza), Jessica Harmon (Niylah), Lola Flanery (Madi), Chelah Horsdal (Mrs. Lightbourne), Sara Thompson (Josephine Lightbourne), Ian Pala (Gabriel), Sarah-Jane Redmond (Taylee).
- Altri interpreti: Camden Filtness (James), Amélie Eve (Rose).
- Ascolti USA: telespettatori 0.81 milioni – rating 18-49 anni 0.3%[5]

## I figli di Gabriel
- Titolo originale: The Children of Gabriel
- Diretto da: Dean White
- Scritto da: Drew Lindo

### Trama
Il gruppo viene raggiunto da uomini e donne provenienti da Sanctum, che dicono ai loro bambini di spostarsi da lì. Murphy inizia a soffocare; intanto il gruppo viene raggiunto da Russell Lightbourne, il capo di quel posto. Avvicinandosi a Murphy dichiara che è morto ma che “la morte non è la fine”. Russell chiama a sé un uomo di nome Cillian e dice lui che Murphy è stato ucciso da una tossina proveniente dalle alghe: Cillian prende un serpente e lo lascia mordere Murphy. Il veleno del serpente riesce a neutralizzare gli effetti delle alghe, riportando Murphy in vita. Russell ordina poi a Raven di portare la loro navicella nel campo di Sanctum, dato che fuori dalla barriera radioattiva c'è troppo pericolo. Bellamy, Echo e Octavia, Raven e Kaylee partono per recuperare la nave, mentre Clarke e il resto del gruppo rimangono a Sanctum. 
Jordan e Clarke fanno la conoscenza di Delilah. La ragazza dice loro che il giorno seguente, nel giorno della Nomina, diventerà una dei Primi. Delilah spiega che Sanctum è stato colonizzato da un gruppo di quattro famiglie provenienti dalla Terra, cioè i Primi. Jordan e Delilah, rimasti soli, continuano a parlare e Jordan racconta alla ragazza delle storie riguardo a Clarke. 
Clarke va a cena con Russell e sua moglie, per poter discutere del fatto di rimanere lì. Sfortunatamente, si scopre che Jordan ha già detto a Delilah di tutti gli omicidi commessi da Clarke sulla Terra e Delilah, prima della cena, aveva informato Russell e sua moglie di ciò. Clarke si difende, dicendo ad entrambi che ha ucciso solo per difendere il suo popolo e che meritano una seconda possibilità. Tuttavia, Russell è preoccupato per la sua gente e sceglie di non farli rimanere lì. 
Alla nave, intanto, Gaia, Madi e Diyoza vengono presi alla sprovvista da un gruppo con delle maschere addosso e le tre vengono colpite da dardi paralizzanti. Le persone del gruppo, che si chiamano tra di loro "I figli di Gabriel", iniziano a rubare tutte le armi che trovano e poi recuperano i corpi dei Primi uccisi in precedenza da Diyoza e Madi. Diyoza mostra a Madi che il dardo non l'ha colpita e le dice di indicarle quante persone ci sono. I Figli di Gabriel discutono su come impressionare il "vecchio saggio" e poi urlano assieme "A morte i Primi". 
Bellamy, Echo e Octavia raggiungono la nave e vedono i Figli di Gabriel. Octavia decide di attaccare, nonostante Bellamy le avesse detto di non farlo. Dopo averli uccisi tutti, con l'aiuto di Diyoza, Bellamy e Octavia discutono ed il ragazzo decide di non farla salire sulla nave, dicendole che sua sorella è morta tanto tempo fa. 
Un ragazzo de I Figli di Gabriel arriva a Sanctum e attacca Jordan e Delilah, che si trovavano a letto assieme, per rapire la giovane. Clarke si scontra con uno di loro, salvando Delilah. Russell si accorge che il sangue di Clarke è nero e le rivela che hanno il sangue uguale, così come quello di Delilah. Proprio per questo, infatti, l'avevano rapita. Tuttavia, i Figli di Gabriel hanno portato con sé una bambina di nome Rose. 
Russell cambia idea e decide di far rimanere Clarke e il suo gruppo a Sanctum. Quando Madi nomina il nome di Diyoza, Russell ordina ai suoi uomini di portare fuori dalla barriera Diyoza, poiché da loro è considerata come uno dei peggiori terroristi della storia. 
Dopo aver rapito Rose, i Figli di Gabriel si imbattono in Octavia. Prima che la ragazza possa fare qualcosa, approfittano degli alberi velenosi per poterla paralizzare. Avendo con sé le teste di tre Primi, una bambina dal sangue reale, una ragazza terrestre ed un mucchio di armi, i figli di Gabriel sperano di impressionare il vecchio saggio. 
- Guest star: Jarod Joseph (Miller), Luisa d'Oliveira (Emori), Sachin Sahel (Jackson), Tati Gabrielle (Gaia), Lola Flanery (Madi), Ivana Miličević (Diyoza), JR Bourne (Russell Lightbourne), Tattiawna Jones (Simone Lightbourne), Chuku Modu (Xavier), Bethany Brown (Jade), Ashleigh LaThorp (Delilah), Sarah-Jane Redmond (Kaylee), Carlo Marks (Cillian).
- Altri interpreti: Karen Holness (Blythe Ann), Fraser Corbett (Geo), Kaylah Zander (Tosh), Amélie Eve (Rose), Sean Kuling (Cassius).
- Ascolti USA: telespettatori 0.82 milioni – rating 18-49 anni 0.3%[6]

## La faccia dietro il vetro
- Titolo originale: The Face Behind the Glass
- Diretto da: Tim Scanlan
- Scritto da: Charmaine DeGraté

### Trama
Dopo essere stata bandita da Sanctum, Diyoza è costretta a vivere nei boschi. Viene raggiunta dalle guardie di Sanctum, guidate da Jade, che le chiede di aiutarla a ritrovare Rose: in cambio avrebbero lasciato vivere la figlia di Diyoza a Sanctum. La donna accetta. 
A Sanctum, intanto, è il giorno della Nomina di Delilah. Russell raduna tutta la gente del posto per prendere parte alla seconda fase della cerimonia: il pentimento. Durante questa fase, gli abitanti di Sanctum si pentono dei loro peccati e fanno ammenda con le persone che hanno ferito. Russell si scusa con Kaylee per aver chiuso la barriera e per aver lasciato morire tre Primi. 
Clarke raggiunge Raven e si scusa con lei per le cose passate. Tuttavia Raven non accetta le sue scuse poiché pensa che il difetto di Clarke sia quello di ripetere sempre gli stessi errori ancora ed ancora. Dopodiché Raven raggiunge l'officina meccanica e lì fa la conoscenza di Ryker, che sta cercando di riparare la sua motocicletta. 
Da qualche parte nel bosco, Octavia e Rose sono ancora ostaggi dei Figli di Gabriel che stanno cercando di capire quanti altri sangue nero sono a Sanctum. Due dei Figli di Gabriel discutono: Tosh vorrebbe uccidere sia Rose che Octavia, mentre Xavier vuole lasciarle vivere per portarle dal ”Vecchio uomo”. Legata ad un albero, Octavia riesce a liberare sia lei che Rose. Le due, poi, scappano. Dopo essersi accorti che sono scappate, i Figli di Gabriel decidono di inseguirle. 
A Sanctum è il turno della fase finale della cerimonia del giorno della Nomina di Delilah. Delilah entra in una stanza, per poi uscirne poco dopo, con il nome di Priya la Settima. Tuttavia Jordan rimane scioccato quando scopre che in realtà Delilah non è più Delilah: non ricorda più il suo nome né il volto del ragazzo, è come se fosse un’altra persona.
Octavia e Rose vengono circondate dai Figli di Gabriel. Tuttavia le due vengono raggiunte da Diyoza e da Jade, che sparano al gruppo. Sfortunatamente, Tosh, prima che venga uccisa da Octavia, spara a Rose. Con la morte di Rose, il patto tra Diyoza e Jade non esiste più. 
Octavia racconta a Jade cosa ha sentito riguardo al Vecchio Uomo. Diyoza si offre di ucciderlo, in cambio di un luogo sicuro per sua figlia. Octavia e Diyoza si alleano. 
Clarke e Cillian finiscono a letto assieme. Clarke nota un disegno a matita che raffigura il suo gruppo: Bellamy e Murphy hanno disegnata sopra una X, mentre il volto di Clarke è circondato da un cerchio. Clarke capisce facilmente che Cillian sta cercando di rintracciare coloro che hanno il sangue nero. Quando Clarke cerca di fuggire dalla finestra Cillian la colpisce con un dardo paralizzante ma cadendo a terra provoca la rottura di un bicchiere ed attira l'attenzione di una guardia. Quando la guardia lo raggiunge, Cillian tenta di uccidere Clarke per non lasciare un altro "ospite" a Sanctum ma non ci riesce e piuttosto di farsi catturare preferisce tagliarsi la gola.
Clarke si ritrova poi nella stessa stanza in cui Delilah è entrata poco prima per la fase finale della cerimonia della Nomina. Ancora paralizzata, ascolta le parole di Russell e di sua moglie, Simone. I due discutono sul fatto che potrebbero passare anni prima della nascita di un altro sangue nero, adesso che Rose è morta. Russell e Simone concordano nel fatto che Clarke possa essere l'ospite perfetto per la loro figlia, Josephine. Quindi Russell si scusa con Clarke, dicendole che la sua mente verrà cancellata. Poi le inietta qualcosa che la fa addormentare.
Clarke si sveglia in un laboratorio, confusa e spaventata. In realtà non è Clarke, ma è Josephine nel suo corpo. Russell e Simone si riuniscono con la loro figlia. 
- Guest star: Ivana Miličević (Diyoza), Lola Flanery (Madi), JR Bourne (Russell), Tattiawna Jones (Simone), Chuku Modu (Xavier), Ashleigh LaThorp (Delilah / Priya VII), Bethany Brown (Jade), Thomas Cocquerel (Ryker), Sarah-Jane Redmond (Kaylee), Carlo Marks (Cillian).
- Altri interpreti: Sean Kuling (Cassius), Amélie Eve (Rose), Kaylah Zander (Tosh), Karen Holness (Blythe Ann).
- Ascolti USA: telespettatori 0.73 milioni – rating 18-49 anni 0.2%[7]

## Immortali
- Titolo originale: The Gospel of Josephine
- Diretto da: Ian Samoil
- Scritto da: Georgia Lee

### Trama
Kaylee viene uccisa da Josephine, ancora nel corpo di Clarke, poiché, molto prima, Kaylee l'aveva uccisa e aveva provato a scappare da Sanctum insieme alla sua famiglia. La mattina dopo, Russell chiede a Josephine di spiare il gruppo di Clarke per capire chi altro ha il sangue nero. Josephine, quindi, accetta. 
Jordan continua a pensare che sia successo qualcosa a Delilah, il giorno della Nomina, dato che lei continua a non ricordarsi del ragazzo, ma Bellamy e Murphy gli dicono di calmarsi. Vengono raggiunti da Josephine, che da' il permesso a Madi di andare a scuola. Parlando in Trigedasleng, Gaia dice a "Clarke" che andare a scuola è troppo pericoloso per Madi, poiché la gente potrebbe scoprire che è una Sangue nero. Fortunatamente, Josephine non riconosce quella lingua. 
Dopo, Josephine va' a trovare Abby, che sta discutendo con Jackson. La donna vorrebbe salvare Kane, ma Jackson pensa che l'operazione potrebbe ucciderlo. Josephine si unisce a loro ed Abby le chiede di prendere appunti. Rimane sorpresa, notando che la ragazza stava usando la mano destra per scrivere e non la sinistra. Per evitare di far saltare la sua copertura, Josephine inizia a dire molti suggerimenti per salvare Kane e poi va via. 
Bellamy e Murphy, notano che Jordan è sparito e pensano che sia andato nella stanza in cui Delilah è diventata Priya VII. Infatti lo trovano lì e vengono raggiunti prima da Gaia e poi da Josephine. Nella stanza si trovano molti scheletri umani e Gaia scopre che gli scheletri hanno il simbolo della Fiamma e si chiede se sono tutti dei Comandanti. Bellamy, però, capisce che gli scheletri appartengono alle persone della Eligius III. Josephine dice a tutti di rispettare le regole di Sanctum e andare via, ma Jordan scopre una porta segreta che porta ad un laboratorio. Entrano dentro e Jordan scopre un computer e lo sblocca utilizzando il codice dell'Eligius III. Trovano una lista di video e poi cliccano su quello che dice "Eureka". 
Un dottore chiamato Gabriel Santiago sta provando il suo esperimento su una giovane donna chiamata Brooke. Gabriel ha passato i suoi ultimi 25 anni cercando di riportare in vita Josephine. Nel frattempo, il padre di Josephine è accanto a Gabriel. Quest'ultimo prende un chip, il Mind Drive, molto simile alla Fiamma, e inserisce il chip nel collo di Brooke. Pochi momenti dopo Josephine, nel corpo di Brooke, si sveglia. 
Bellamy, Jordan e Gaia rimangono inorriditi dopo aver visto il video. Capiscono che i Primi utilizzano i sangue nero per i loro esperimenti e Gaia, realizzando che Madi è in pericolo, va a prenderla. Josephine, capendo che Madi è una sangue nero, decide di aiutare Gaia. 
Più tardi, Josephine si riunisce agli amici di Clarke. Gaia, Bellamy e Jordan si stupiscono quando "Clarke" sembra approvare i metodi di Sanctum. Dopo aver ascoltato le parole del gruppo, Josephine capisce che è possibile mutare il sangue delle persone, come Abby aveva fatto a Clarke tempo fa. Josephine, quindi, va via per poter rivelare tutto ai suoi genitori. Bellamy decide di seguirla e dentro una stanza, Bellamy capisce che Clarke non è più Clarke e poi viene colpito da un dardo paralizzante da Josephine. 
Josephine va da Murphy. Quest'ultimo capisce che lei non è Clarke, dato che continuava a chiamarlo John, anziché Murphy. Josephine, tuttavia, lo convince di collaborare con lei in cambio dell'immortalità. 
Nei boschi, nel frattempo, Octavia e Diyoza stanno seguendo Xavier. Xavier le conduce in una specie di sabbie mobili. Le due rimangono bloccate ed iniziano ad affondare. Lui offre di salvarle, ma solo se gli dicono quanti altri sangue nero soni scesi dalla Terra. Octavia, però, dice a Diyoza di non dirgli niente. 
Proprio mentre Octavia sta per affondare completamente, notano un bagliore luminoso nel cielo. Xavier, preoccupato, dice loro che si tratta di un bagliore temporale e che è molto pericoloso. Lancia loro una corda per scappare ma Octavia non riesce a muoversi e dice a Diyoza di scappare e salvare il bambino. Octavia chiude gli occhi e va sotto terra. Dopodiché, Diyoza ritorna da Octavia e nota il corpo della ragazza congelato sotto terra. Diyoza rompe lo strato di ghiaccio e riesce a salvare Octavia. Le due, poi, riprendono la caccia per i Figli di Gabriel. 
- Guest star: Sachin Sahel (Jackson), Tati Gabrielle (Gaia), Ivana Miličević (Diyoza), Lola Flanery (Madi), JR Bourne (Russell), Tattiawna Jones (Simone), Bethany Brown (Jade), Ashleigh LaThorpe (Priya VII), Sean Maguire (Russell), Chuku Modu (Xavier), Ian Pala (Gabriel), Sarah-Jane Redmond (Kaylee).
- Altri interpreti: Sean Kuling (Cassius), Lucia Walters (Miranda), Karen Holness (Blythe Ann).
- Ascolti USA: telespettatori 0.73 milioni - rating 18-49 anni 0.2%[8]

## Memento mori
- Titolo originale: Memento Mori
- Diretto da: P.J.Pesce
- Scritto da: Alyssa Clark

### Trama
Dopo essersi rivelata a Murphy e avergli offerto l'immortalità, Josephine gli domanda altri dettagli su come Abby ha mutato il sangue di Clarke, rendendola così una Sanguenero. In cambio di risposte, Josephine gli promette alcuni mind drives. La loro discussione viene però interrotta quando sentono Madi urlare. Josephine, fingendosi Clarke, la raggiunge in camera sua e lì trova anche Gaia. Gaia le spiega che Sheidheda, il Comandante Oscuro, sta diventando troppo forte per Madi e devono fare al più presto il rituale di separazione. 
Josephine mente ad Echo, dicendole che Bellamy è fuori a cercare un posto in cui stare. La ragazza, quindi, decide di raggiungerlo. In realtà, Josephine lo aveva rinchiuso in una stanza, poiché egli aveva scoperto la sua identità. Josephine, poi, ordina a Jade di seguire Echo, pensando che lei sia un problema. 
Josephine e Murphy, dopodiché, discutono su come fermare Bellamy, che vuole ottenere vendetta per la morte di Clarke. Murphy, quindi, fingendosi un prigioniero, viene rinchuso nella stessa stanza di Bellamy. Murphy cerca di convincerlo a non iniziare un'altra guerra, ma Bellamy non sembra cambiare idea. Murphy, alla fine, gli rivela che si era finto prigioniero e offre a Bellamy un accordo: se loro non attaccheranno, Sanctum li aiuterà a costruire la loro base. Ma lui rifiuta. 
Raven ed Emori, aiutati da Ryker, cercano di capire come creare una barriera radioattiva. Raven, dopo aver scoperto quello che i Primi fanno ai Sanguenero, vuole lasciare quel posto il più velocemente possibile. 
Nei boschi, intanto, Octavia e Diyoza sono ancora alla ricerca de I Figli di Gabriel e del Vecchio. Pensano di essere sole quando Xavier fa la sua comparsa. Il ragazzo nota che Octavia sta soffrendo, poiché la sua mano si è esposta al bagliore temporale e dice che la può aiutare. Diyoza e Xavier vanno quindi a cercare la cura. Camminando, Xavier spiega a Diyoza chi sono i Figli di Gabriel e le rivela che il Vecchio è l'originale Gabriel, il tredicesimo Primo. Tuttavia, Gabriel aveva iniziato a stancarsi dell'immortalità ed era diventato un terrorista per combattere il suo stesso popolo. La cura di Xavier si rivela essere linfa d'albero, che però non funziona su Octavia finché il suo braccio non inizia improvvisamente a muoversi. Xavier le dà una pietra per disegnare, lasciando che la sua mano si muova liberamente. Octavia disegna una spirale logaritmica e Xavier le dice che si tratta della forma dell'anomalia, cioè la fonte dei bagliori temporali. Xavier aggiunge che quello è un messaggio dell'Anomalia che sta chiamando Octavia. Dopo rivela che anche lui ha ricevuto lo stesso messaggio e nel suo petto ha la stessa spirale. Diyoza apre il libro del ragazzo, mostrando le stesse spirali. Octavia, Diyoza e Xavier concordano nell'andare a scoprire cosa l'Anomalia vuole.
A Sanctum, intanto, Madi continua a vedere il Comandante Oscuro in tutti gli specchi. Gaia, allora, decide di iniziare subito il rituale di separazione. Dopo aver ripetuto più volte le parole che Gaia le aveva detto di dire, Madi si sveglia in una stanza con solo Sheidheda dentro. Il Comandante Oscuro dice a Madi che Gaia le sta mentendo e che la vuole controllare. Sheidheda rivela che aveva ucciso il suo maestro per queste ragioni e infine dice a Madi che deve uccidere Gaia. Madi si risveglia nella sua stanza e si ritrova legata. Gaia la rassicura, dicendole che dovranno ripetere il rituale altre volte.
Josephine, intanto, va da Abby e le due discutono su Kane. Josephine le dice che i Primi lo possono salvare. Le spiega che avrebbero scaricato la mente di Kane dentro un Mind Drive e poi lo avrebbero inserito nel corpo di un altro Sanguenero. Abby, allora, accetta e chiede a Raven di andare con lei alla nave madre. 
Josephine rivela le ultime notizie a sua madre, Simone, e le chiede di cancellare i Mind Drives della famiglia Lee, per poterli poi dare a Murphy ed Abby. 
Echo, nei boschi, trova un uomo legato dai rampicanti degli alberi. L'uomo chiede ad Echo pietà. La ragazza, allora, raccoglie una roccia, ma viene fermata dall'arrivo di Jade. Quest’ultima spiega ad Echo che quell'uomo era la guardia che ha abbassato lo scudo per far entrare la loro nave madre, la notte che hanno preso Rose. Echo, vedendo l'uomo soffrire, colpisce Jade e poi uccide l'uomo. Jade si risveglia nel punto in cui l'uomo era stato legato dai rampicanti. Jade supplica Echo di lasciarla andare, dato che anche lei stava per essere legata, mentre Echo le domanda perché l'aveva seguita. Dato che Clarke era l'unica a sapere dove Echo stesse andando, Echo capisce che quella non era davvero Clarke. Jade le spiega che Bellamy è rinchiuso e che presto verrà ucciso. Echo, quindi, decide di lasciare Jade lì e fa ritorno a Sanctum. 
Josephine va ad uccidere Bellamy, ma viene fermata da Russell e Murphy. Russell supplica Bellamy di perdonarlo per quello che ha fatto a Clarke, ma Bellamy non accetta. Viene liberato dalle catene e afferra Russell, cercando di ucciderlo. Tuttavia, Bellamy si ferma e lo lascia andare, per poi accettare di non uccidere nessuno per la morte di Clarke. 
Dopo aver scoperto della morte di Clarke, Madi ritorna in camera e viene raggiunta da Gaia. Sheidheda si rivela nuovamente a Madi e le dice di uccidere Gaia. Madi, però, decide di bandire Gaia e Madi chiede a Sheidheda come ucciderli tutti. 
A fine puntata, quando Josephine si addormenta, Clarke si sveglia, intrappolata nella mente di Josephine. 
- Guest star: Luisa d'Oliveira (Emori), Tati Gabrielle (Gaia), Ivana Miličević (Diyoza), Lola Flanery (Madi), JR Bourne (Russell), Tattiawna Jones (Simone), Chuku Modu (Xavier), Bethany Brown (Jade), Thomas Cocquerel (Ryker).
- Altri interpreti: Dakota Daulby (Sheidheda).
- Ascolti USA: telespettatori 0.64 milioni - rating 18-49 anni 0.2%[9]

## Non dimenticare
- Titolo originale: Nevermind
- Diretto da: Michael Blundell
- Scritto da: Kim Shumway

### Trama
Clarke si trova nella prigione dell'Arca. Le mura sono coperte con disegni dei suoi amici. Ogni disegno, in realtà, è un ricordo. Quando la porta della cella si apre e Clarke esce, si ritrova nella casa che condivideva con Madi. Lì, però, trova suo padre. Vedendolo, Clarke pensa di essere morta ma sentendo il suo battito capisce che non lo è. Suo padre le spiega che si trova nel suo subconscio e le dice di proseguire il cammino, per cercare una soluzione su come uscire. Aprendo la porta, si ritrova nella Eligius IV. Entra in una stanza, il suo archivio dei ricordi, e lì trova A.L.I.E. Quest'ultima spiega a Clarke che è in vita solo grazie a lei, ma se Josephine dovesse scoprire il ricordo in cui salvano Raven dal chip della Città della Luce, allora scoprirà come rimuovere anche Clarke. Quindi, A.L.I.E. nasconde il ricordo e lo dà a Clarke. Dopodiché, Clarke decide di aprire una porta rossa, ma da lì esce Josephine. 
La ragazza spiega che quello in cui si trovano adesso è uno spazio mentale che si forma quando due menti condividono un corpo, dove si cerca di tenere le menti separate così che il corpo non muoia. Tuttavia, Clarke, quando ha aperto la porta ha accelerato il deterioramento del cervello e il corpo adesso rischia di morire. Clarke, però, si rifiuta comunque di dirle come è sopravvissuta. Poco dopo, Josephine trova l'archivio dei ricordi di Clarke e capisce che la sta nascondendo un ricordo. Le due, allora, combattono e Clarke riesce ad ucciderla. Tuttavia, Josephine ritorna poco dopo dalla stessa porta rossa. Lì non può morire, ma Clarke sì. 
Scappando da Josephine, Clarke si ritrova faccia a faccia con Blodreina. Quest'ultima dice a Clarke che lei si nasconde sempre, mentre gli altri lottano. Clarke è costretta a scappare, poiché raggiunta da Josephine, e si ferma in una stanza a Mount Weather. Lì c'è Maya, ma non è morta. Come Octavia, Maya le ricorda tutte le difficili azioni che ha fatto e poi le dice che non è diversa dai Primi. Clarke capisce che quella è la sua mente e lì ha il pieno controllo. Allora, nasconde il ricordo di Raven da un'altra parte. Quando Josephine entra nella stanza, Maya le dice che Clarke ha nascosto il ricordo nella caverna e la porta lì, ma in realtà è un inganno. Clarke, avendo capito che può creare qualsiasi cosa con la sua mente, mette un collare shock su Josephine. La ragazza, allora, afferra il collare e si uccide. Josephine torna ancora una volta dalla porta rossa, questa volta insieme al padre. 
I due iniziano a inseguire Clarke, quando Josephine realizza che sta evitando il ricordo in cui suo padre viene fatto espellere dalla nave. Josephine, allora, entra e trova una cassa con un lucchetto, ma prima di aprirla viene fermata da Clarke. Josephine consegna a Clarke, attraverso un libro, il suo ricordo di Bellamy che accetta di non combattere contro Sanctum. Allora, Clarke, volendo il bene per le sue persone, le dà il ricordo che stava nascondendo. 
Dopodiché, Clarke viene raggiunta dall'ultima proiezione: Monty. Quest'ultimo, la convince nel non arrendersi e continuare a combattere e, insieme, entrano nella mente di Josephine. I suoi ricordi sono racchiusi in libri. Clarke ne tocca uno e vede Josephine discutere con Kaylee riguardo ad un uomo chiamato Isaac e l'Oblazione. Poi, Kaylee getta Josephine dalla finestra, uccidendola. In un altro ricordo, Josephine lascia un neonato ai boschi come offerta. Isaac, però, vuole portarlo a Gabriel invece di lasciarlo morire. Tuttavia, quando Josephine lo scopre, lo uccide.
Monty trova una porta che recita "Collezioni Speciali". Dopo essere entrati, i due si ritrovano in un locale, prima della apocalisse terrestre. Josephine sta studiando con la sua amica e poi viene raggiunta da un ragazzo che, stanco dell'atteggiamento di Josephine, si spara. Josephine entra nel suo ricordo e urla a Clarke di andare via. 
A Sanctum, Josephine si risveglia, pensando di aver vinto. Quando Russell discute del piano per creare un rifugio per Bellamy e gli altri, Bellamy nota il dito di Josephine che picchietta il codice morse sul suo braccio. Bellamy realizza che viene fuori il messaggio 'Viva' e giunge alla conclusione che Clarke è ancora viva. 
- Guest star: Jarod Joseph (Miller), JR Bourne (Russell), Erica Cerra (A.L.I.E.), Chris Browning (Jake Griffin), Eve Harlow (Maya), Sara Thompson (Josephine), Sarah -Jane Redmond (Kaylee), Gwynyth Walsh (Josephine), Christopher Larkin (Monty).
- Ascolti USA: telespettatori 0.72 milioni - rating 18-49 anni 0.2%[10]

## Il vecchio e l'anomalia
- Titolo originale: The Old Man and the Anomaly
- Diretto da: April Mullen
- Scritto da: Miranda Kwok

### Trama
Nei boschi, Octavia, Diyoza e Xavier si fermano nel campo di Gabriel. Qui Diyoza trova una foto di Josephine e poi nota una cicatrice sul collo di Xavier: capisce, allora, che Xavier è Gabriel. Nella strada verso l'anomalia, Xavier spiega che ha un Mind Drive nella testa, ma non ha nessuno che possa rimuoverlo. Quindi ha istruito un bambino chiamato Eduardo, considerato un inetto. Però, quando è nato Xavier, che aveva sangue nero, Eduardo l'ha preso come un segno di far tornare in vita Gabriel. Quando Gabriel è morto, allora, Eduardo l'ha resuscitato nel corpo del giovane Xavier. Dopo aver appreso cos'era successo, Gabriel/Xavier uccise Eduardo in uno scatto d'ira e poi, per vergogna, decise di assumere l'identità di Xavier.
Avvicinandosi all'anomalia, Octavia, Diyoza e Gabriel iniziano ad avere allucinazioni: Octavia vede Bellamy, Gabriel vede Josephine e Diyoza vede sua figlia, Hope. Quando Hope corre verso l'anomalia, Diyoza prova a seguirla, ma viene fermata da Gabriel, che le dice che nessuno entrato nell'anomalia ne è poi uscito. Ma Diyoza decide di ignorarlo ed entra dentro, seguita poco dopo da Octavia. Quest'ultima, tuttavia, torna indietro, con il braccio guarito. 
A Sanctum, nel frattempo, Bellamy e gli altri pensano ad un piano su come catturare Josephine e portarla alla Eligius, dove Abby può tirare fuori il Mind Drive di Josephine dalla testa di Clarke. Jordan, tuttavia, vorrebbe aiutare anche Delilah, mentre Madi pensa di uccidere tutti i Prime e conquistare Sanctum. Il gruppo pensa che Emori stia dalla parte di Murphy, quindi evitano di dirle che Clarke è ancora viva. 
Murphy raggiunge Emori e si inginocchia davanti a lei, chiedendole di passare l'eternità assieme. Invece dell'anello, però, ha dei Mind Drives. I due vengono raggiunti da Josephine nell'officina. La ragazza ha appena scoperto che ha solo 36 ore di tempo prima che il cervello si scolga e quindi chiede a Ryker di creare un impulso elettromagnetico per cacciare via Clarke. Murphy ed Emori capiscono quindi che Clarke è ancora viva. I quattro hanno bisogno di qualcosa per inviare un impulso al cervello, quindi Emori va da Bellamy per farsi dare un collare shock. Tuttavia, Emori rivela a Bellamy che Clarke è ancora viva e la sua cancellazione avverrà da un momento all'altro. Nel frattempo, Madi inizia ad uccidere i Prime. 
Emori, tornata nell'officina, ruba l'impulso elettromagnetico. Quando Josephine nota la sua sparizione, decide di inseguirla insieme a Murphy. Quando la raggiungono, spuntano anche Bellamy ed Echo. Emori vuole usare l'impulso elettromagnetico per disattivare la barriera radioattiva così da poter portare Clarke sull'astronave, ma Josephine cerca di dissuaderla puntando un coltello sulla gola di Murphy. Nel mentre, Jackson e Miller stanno cercando Madi, quando qualcuno urla che Miranda Prime è morta. Le persone pensano che i Figli di Gabriel sono entrati a Sanctum, ma i due ragazzi capiscono che Madi sta continuando con il suo piano, nel tentativo di uccidere Delilah, ormai conosciuta come Prya la Settima, Madi ferisce gravemente Jordan. Russell ordina a Jade di dare le armi a tutte le guardie e di andare a cercare Joséphine. Intanto al limitare della barriera, Murphy dice a Bellamy di andare a cercare Gabriel. Poco dopo, però, Josephine gli fa un taglio nella gamba ed Emori corre in suo aiuto, urlando ad Echo come disattivare la barriera attraverso l'impulso elettromagnetico. Una volta disattivata, Bellamy afferra Josephine e insieme attraversano la barriera. 
Completamente ignara di quello che sta succedendo giù nel pianeta, Abby guarda un uomo, Gavin, che si sacrifica per diventare un Prime ed offrire il suo corpo a Kane. Tuttavia, Raven non è felice di ciò e prova a far cambiare idea ad Abby, ma senza successo. Ma alla fine Raven decide di aiutarla. Dopo aver finito l'operazione, Kane si sveglia nel corpo di Gavin, che però rimane sconvolto guardando il suo vecchio corpo. 
- Guest star: Jarod Joseph (Miller), Luisa d'Oliveira (Emori), Sachin Sahel (Jackson), Ivana Miličević (Diyoza), Jessica Harmon (Niylah), Lola Flanery (Madi), JR Bourne (Russell), Tattiawna Jones (Simone), Chuku Modu (Gabriel), Bethany Brown (Jade), Ashleigh LaThorp (Priya), Thomas Cocquerel (Ryker), Sara Thompson (Josephine), Greyston Holt (Gavin/Kane).
- Altri interpreti: Lucia Walters (Miranda), Dakota Dalby (Sheidheda), Sean Kuling (Cassius), Emma Oliver (Hope).
- Ascolti USA: telespettatori 0.63 milioni - rating 18-49 anni 0.2%[11]

## Ciò che porti con te
- Titolo originale: What You Take With You
- Diretto da: Marshall Virtue
- Scritto da: Nikki Goldwaser

### Trama
Dopo essere uscita dall'anomalia, Octavia sembra non ricordarsi nulla di quanto successo lì dentro. Gabriel, quindi, decide di usare la tossina del sole rosso per aiutarla nel ricordare. Dopo avergliene iniettata, Octavia si ritrova nell'arena del bunker. Lì viene raggiunta improvvisamente da Pike: i due si confrontano riguardo alle azioni di Octavia, e Pike le fa capire che ciò che lei vuole davvero è la redenzione. Dopodiché entra nell'arena Blodreina, pronta a colpire Pike, ma Octavia la ferma e la uccide. Poi si risveglia nel campo di Gabriel. 
Kane, intanto, cerca di adattarsi nel suo nuovo corpo, ma pensa sia tutto sbagliato, specialmente quando fa la conoscenza della moglie del suo ospite che crede che il marito sia ancora vivo dentro Kane. Lui e Raven risvegliano Indra e progettano un piano per fermare i Primi. Decidono allora di distruggere il siero ed espellerlo. Indra risveglia un piccolo gruppo di uomini, fermano Simone e poi recuperano il siero. Kane, dopo un addio ad Abby, si fa espellere insieme al siero. 
Bellamy e Josephine si trovano nei boschi, quando vengono catturati da un gruppo dei Figli di Gabriel e incarcerati in una caverna. Josephine cerca di combatterli, ma poi loro notano il sangue nero e la cicatrice sul suo collo e quindi capiscono che è una Prima. Quando i Figli di Gabriel si preparano ad ucciderla, Josephine permette a Clarke di riprendersi il controllo del suo corpo. Dopo averli colpiti tutti, Clarke da' le chiavi a Bellamy per liberarsi dalla catene e poi corre via per cercare Gabriel, mentre le guardie di Sanctum l'aiutano a fuggire dai Figli di Gabriel. Dopo, Clarke colpisce Jade e poi appare Josephine: la barriera tra le due sta diventando sempre più debole. Clarke prende una radio e contatta Gabriel, dicendogli che Josephine si trova nel suo corpo e che sta venendo da lui. 
Octavia è pronta per guadagnarsi la sua seconda possibilità e sta per partire, quando viene fermata dalla chiamata di Clarke nella radio. Octavia capisce che la sua gente è in pericolo e adesso vuole aiutare, ma Gabriel le dice di rimanere lì, perché tanto Clarke sta per arrivare da lei. 
- Guest star: Adina Porter (Indra), Michael Beach (Pike), Jessica Harmon (Niylah), Tattiawna Jones (Simone), Chuku Modu (Gabriel), Bethany Brown (Jade), Sara Thompson (Josephine), Greyston Holt (Kane).
- Ascolti USA: telespettatori 0.70 milioni - rating 18-49 anni 0.2%[12]

## Matryoshka
- Titolo originale: Matryoshka
- Diretto da: Amanda Tapping
- Scritto da: Drew Lindo

### Trama
Clarke, nei boschi, si sta dirigendo da Gabriel, ma è costretta a rifugiarsi in un nascondiglio, consigliatole da Josephine, perché viene raggiunta dalle guardie di Sanctum. Una volta al sicuro, però, Clarke inizia a sentirsi male. 
Raven ed Abby tornano a Sanctum insieme a Simone, ma le due vengono immediatamente arrestate. Russell racconta tutti i recenti avvenimenti a Simone e la donna dice che dovranno uccidere qualcuno del gruppo. 
Ryker, nel frattempo, fa il suo meglio per iniziare una pacifica rivoluzione. Rivela ai genitori di Delilah e ad un uomo di nome Ty che tutto quello a cui credevano in realtà era una bugia. Intanto, Echo e Gaia guardano dall'alto: entrambe le ragazze si stanno nascondendo da Russell. Ryker rivela alle due che una persona del loro gruppo morirà ed Echo allora decide di uccidere Russell quando avverrà l'esecuzione. 
Ty, l'uomo a cui Ryker ha rivelato tutto, prende malamente la notizia e uccide Simone, sotto lo sguardo di Russell, Ryker e Priya. 
Nella mente di Clarke, lei e Josephine sono in pericolo. I libri con le memorie di Josephine si trovano tutti nel lato di Clarke. La ragazza capisce che l'unico modo per ottenere altro tempo, è quello di far espellere i ricordi di Josephine. E le due così fanno. Tuttavia, le cose non sembrano migliorare. I corridoi della Eligius sono ricoperti da libri e memorie. Alla fine, Clarke fa espellere l'intero corridoio. 
Gabriel e Octavia trovano Clarke e la salvano dai rampicanti. Non si tratta però di Clarke. Josephine ha ripreso controllo sul suo corpo. Quando escono fuori dal nascondiglio Josephine inizia ad urlare, attirando le guardie di Sanctum. Le guardie vengono dopo uccise da Bellamy. 
Nella prigione di Sanctum, Abby non è felice di sapere cosa ha fatto Murphy e lo schiaffeggia. Il gruppo viene raggiunto da Gaia che si è fatta catturare per dire a tutti loro il piano di Echo. Madi, non essendo felice del suo ritorno, dice a Gaia che avrebbe dovuto ucciderla quando ne aveva l'occasione. Abby suggerisce di toglierle la Fiamma, ma non possono, dato che Madi ha cambiato la parola chiave. Raven, però, pensa di riuscire a eliminare Sheidheda dalla Fiamma, utilizzando il quaderno di Becca. Poi, le guardie entrano con nuovi ordini da Russell: eccetto per Madi, tutti quanti moriranno. 
Con la sua gente radunata, Russell ha legato il gruppo, più Ty, a dei legni, pronti per essere bruciati vivi. Echo, pronta ad uccidere Russell, viene colpita alla testa da Ryker. Murphy interviene, dicendo a Russell che Abby sa come creare dei sangue nero con il midollo osseo. Alla fine, Russell li fa slegare. Tuttavia, Ty viene comunque ucciso per aver assassinato Simone. 
Nel campo di Gabriel, quest'ultimo spiega a Bellamy e Octavia che fermerà il cuore di Clarke, estrarrà il mind drive di Josephine e poi farà ripartire il cuore. Josephine cerca di convincerlo di non farlo, ma Gabriel le inietta un siero per fermarle il cuore. 
La coscienza di Clarke si trova ancora nel suo cervello ma vi è anche Josephine, con in mano un'ascia, con la quale taglia la gola a Clarke affermando che è riuscita a rimanere lì grazie al tessuto chirurgico. 
Nel mondo reale, Bellamy, Octavia e Gabriel vedono che Clarke non si risveglia ancora. Per Gabriel il cervello di Clarke non può più reggere due menti e non c'è più niente che si possa fare per aiutarla, ma Bellamy la sprona a lottare ancora. La coscienza di Clarke, sentendolo, afferra l'ascia e distrugge Josephine. Clarke, alla fine, si risveglia e abbraccia Bellamy. 
- Guest star: Jarod Joseph (Miller), Sachin Sahel (Jackson), Luisa d'Oliveira (Emori), Tati Gabrielle (Gaia), Lola Flanery (Madi), JR Bourne (Russell), Tattiawna Jones (Simone), Chuku Modu (Gabriel), Bethany Brown (Jade), Ashleigh LaThorp (Priya VII), Thomas Cocqueral (Ryker), Sara Thompson (Josephine), Gwynyth Walsh (Josephine VII).
- Altri interpreti: Dakota Daulby (Sheidheda), Kat Rutson (Sierra Royal Guard), Sean Kuling (Cassius), Karen Holness (Blythe Ann), Skylar Radzion (Brooke/Josephine II), Donald Heng (Gabriel II), Rohan Campbell (Dave).
- Ascolti USA: telespettatori 0.57 milioni - rating 18-49 anni 0.2%[13]

## Cenere alla cenere
- Titolo originale: Ashes to Ashes
- Diretto da: Bob Morley
- Scritto da: Charmaine DeGraté

### Trama
Nel campo di Gabriel, Clarke, Bellamy, Octavia e Gabriel stanno pensando ad un piano per intrufolarsi a Sanctum e riprendere i loro amici, quando vengono accerchiati dai Figli di Gabriel. Gabriel si mostra a loro e rivela la verità dopo un decennio. La sorella di Xavier, Layla, è pronta ad uccidere Gabriel, ma viene fermata da Bellamy, che le spiega il piano: Gabriel può costruire una bomba con la tossina del sole rosso, attraversare lo scudo di Sanctum e rilasciarla, per poi trovare Raven per farle disattivare la barriera e usare il caos dell'evacuazione per uccidere i Primi. Alla fine, accettano il piano e consentono a Bellamy e ad Octavia di cercare la tossina. 
Mentre i due recuperano la tossina dai funghi, Octavia prova a confrontarsi con Bellamy. Quest'ultimo non pensa più che Octavia sia una sua responsabilità. 
Nel campo, Clarke capisce che non vuole davvero usare la bomba della tossina rossa, perché secondo lei sarebbe come tornare a Mount Weather. Quindi ha una nuova idea: usare meno tossina per far impazzire solo gli insetti. Però, questo significa che avranno meno tempo e che dovranno abbassare lo scudo prima dell'evacuazione. Per fare ciò, Clarke dovrà fingersi Josephine. 
Nel palazzo di Sanctum, Russell ordina a Ryker di testare la formula del midollo osseo di Abby su Echo. Prima che i due possano uscire, però, vengono raggiunti da Murphy. In Trigedasleng, Murphy le dice che stanno per andare nell'officina per recuperare il libro di Becca e che deve rimanere viva. 
Russell ordina a Murphy di andare a cercare Josephine insieme a Jade. Se fallirà la missione, ucciderà Emori. 
Nell'officina, usando il midollo osseo di Madi, Ryker rende Echo una sangue nero. Echo prova a convincere Ryker di lasciarla andare e gli racconta qualcosa del suo passato che non ha mai detto a nessuno. In un flashback, Echo e la sua amica Ash sono costrette a battersi fino alla morte, per dimostrare alla regina Nia quanto vale Echo. Quando Echo sta per uccidere la sua amica, però, Ash la trafigge con una freccia e la uccide. Alla fine, Ash prende il nome di Echo. 
Nonostante il suo racconto, Ryker decide di non fermarsi, ma Gaia e Miller, fuggiti dalla prigione, entrano nell'officina e liberano Echo, che uccide immediatamente Ryker. 
Tornati al campo di Gabriel, Bellamy non è molto felice di sentire il nuovo piano di Clarke. La loro conversazione viene però interrotta dall'arrivo delle guardie di Sanctum e di Murphy. Clarke, vedendo Jade, decide di iniziare a comportarsi come Josephine. 
Clarke/Josephine, Murphy e Jade fanno ritorno a Sanctum e Clarke riesce ad ingannare sia Russell che Madi.
- Guest star: Jarod Joseph (Miller), Sachin Sahel (Jackson), Tati Gabrielle (Gaia), Brenda Strong (Regina Nia), Lola Flanery (Madi), JR Bourne (Russell), Chuku Modu (Gabriel), Bethany Brown (Jade), Thomas Cocquerel (Ryker), Lee Majdoub (Nelson).
- Altri interpreti: Dakota Daulby (Sheidheda), Megan Danso (Layla), Milli Wilkinson (Giovane Echo), Kai Dolmans (Giovane Ash).
- Ascolti USA: telespettatori 0.54 milioni - rating 18-49 anni 0.2%[14]

## Protocollo di rettifica
- Titolo originale: Adjustment Protocol
- Diretto da: Antonio Negret
- Scritto da: Kim Shumway

### Trama
Abby decide di rendersi una sangue nero per poter estrarre il suo midollo osseo anziché quello di Madi. Clarke entra nel laboratorio e si rivela a sua madre, Raven e Jackson. Ha bisogno di Raven per abbassare la barriera, ma la ragazza non può seguirla perché deve stare con Madi. Clarke, allora, decide di usare Ryker, ma lo trova morto nella sua officina. 
Nel frattempo, Bellamy, Octavia, Gabriel e i figli di Gabriel sono ai confini della barriera. Gabriel, sentendo due guardie parlare del giorno del Battesimo che avverrà quel pomeriggio, decide di cambiare piano e varca la barriera prima del previsto. Intanto, Echo, Gaia e Miller si riuniscono con Clarke. 
Nel laboratorio, Abby si scusa con Raven per tutto quello che ha fatto, ma il loro momento viene interrotto dall'arrivo di Russell, che uccide poco dopo Abby. 
Gabriel getta la bomba della tossina del sole rosso nell'acqua e immediatamente dopo viene scortato dalle guardie da Russell. Approfittando dell'allarme che segnala la presenza della tossina, Gabriel cerca di uccidere Russell, ma fallisce. 
Clarke riesce a convincere Priya ad abbassare la barriera. Adesso, i Figli di Gabriel sono dentro ma, dato che Russell ha detto alle sue persone che le sirene sono un falso allarme, non ci sarà alcuna evacuazione. Bellamy, con l'aiuto di Priya, rivela tutta la verità ai cittadini. Russell, notando il caos, sgancia la bomba del sole rosso. I cittadini iniziano a lottare e la madre di Delilah uccide Priya. 
Bellamy, Octavia, Echo e i Figli di Gabriel si chiudono in una stanza per stare al sicuro, mentre Clarke e Gaia (che decide di fingersi come la guardia di Josephine) entrano nel palazzo. Lì, Clarke trova Simone resuscitata nel corpo di sua madre. Russell decide di andare via da Sanctum e Simone, puntando una pistola su Madi, riesce a convincere Raven di portarli tutti nella Eligius. Murphy, con rabbia, rinfaccia a "Josephine" di aver ucciso Clarke; questa gli risponde affermando di essere fiera di lui, chiamandolo Murphy. Murphy capisce che quella che ha davanti è Clarke, dato che Josephine lo chiamava John, e, piangendo silenziosamente, le fa notare l'errore. Assieme ad Emori resta su Sanctum per salvare gli altri. 
Le porte della navicella si aprono: Indra, Niylah e altri terrestri puntano le loro pistole su Simone, Russell e Clarke/Josephine, che a loro volta puntano le pistole su Madi, Raven e Gaia. 
- Guest star: Adina Porter (Indra), Jarod Joseph (Miller), Luisa d'Oliveira (Emori), Sachin Sahel (Jackson), Tati Gabrielle (Gaia), Jessica Harmon (Niylah), Lola Flanery (Madi), JR Bourne (Russell), Chuku Modu (Gabriel), Bethany Brown (Jade), Ashleigh LaThorp (Priya), Thomas Cocquerel (Ryker), Lee Majdoub (Nelson).
- Ascolti USA: telespettatori 0.61 milioni - rating 18-49 anni 0.2%[15]

## Il sangue di Sanctum
- Titolo originale: The Blood of Sanctum
- Diretto da: Ed Fraiman
- Scritto da: Jason Rothenberg

### Trama
Clarke/Josephine, Russell e Simone, minacciando di sparare ai loro ostaggi, riescono ad entrare nella Eligius IV. Adesso che ha Madi e il quaderno di Becca, Raven può lavorare per salvare la ragazzina dal Comandante Oscuro. 
La famiglia Lightbourne, insieme ai Primi rimasti, pianifica di raggiungere il Pianeta Beta. Decidono poi di cancellare le menti di tutti i soldati ancora dormienti per potersi servire in futuro dei loro corpi. 
A Sanctum, Bellamy e il suo gruppo vengono catturati e poi salvati dall'arrivo di Murphy ed Emori, fingendosi rispettivamente Daniel Prime e Kaylee Prime.
Tornati alla nave, Clarke è costretta a rivelarsi per fermare i Primi dal cancellare le menti dei Wonkru e successivamente Clarke li espelli tutti nello spazio, escluso Russell che si allea, tramite Madi, con il Comandante Oscuro per ottenere vendetta. 
Con l'aiuto di Clarke, però, Madi riesce a tornare se stessa. Poco dopo, Madi inizia a sentirsi male: Sheidheda vuole ucciderla poiché la ragazzina non gli ha permesso di dominare attraverso di lei un nuovo mondo. Raven riesce ad eliminare la Fiamma, ma scopre che il Comandante Oscuro è riuscito a scaricarsi in un luogo sconosciuto. 
A Sanctum, il gruppo ritrova Jordan, che sembra essere in uno stato di trance. Gabriel vuole ritornare indietro per riprendere i Figli di Gabriel, ma secondo Murphy questa non è più la loro battaglia. Octavia, però, decide di aiutare Gabriel e viene poi seguita da Bellamy, da Echo e dallo stesso Murphy.
Il gruppo, dopo una battaglia con i cittadini, riesce a recuperare i Figli di Gabriel. Poco dopo, Gabriel nota un tatuaggio sulla schiena di Octavia. Esso raffigura la pietra dell'anomalia, che Gabriel ha studiato per ben 150 anni. 
Dopo che tutti si riuniscono a Sanctum, Gabriel, Bellamy, Octavia ed Echo vanno nella tenda di Gabriel dove questi mostra ai tre una scultura a spirale. La scultura è coperta da simboli che corrispondono a quelli che ha Octavia sulla schiena. Il tatuaggio di Octavia, però, ha alcune lettere scritte in rosso. Echo presume quindi si tratti di un codice. Gabriel tocca le lettere corrispondenti e lascia l'ultima, una O, ad Octavia. Quando la ragazza preme la lettera  l'anomalia inizia ad espandersi ovunque. 
All'improvviso, qualcuno esce dall'anomalia. Si tratta di Hope, la figlia cresciuta di Diyoza. Hope rivela ad Octavia che non ce l'ha fatta ad uscire e che "lui" ha sua madre e si avvicina alla ragazza, che le sussurra di essere forte e di dirgli che è finita. Dopodiché, Hope si stacca dall'abbraccio con Octavia gli 
altri del gruppo capiscono subito che la sconosciuta ha accoltellato Octavia. Qualche secondo dopo quest'ultima sparisce nel nulla, lasciando sconosciuto il suo destino.
- Guest star: Adina Porter (Indra), Jarod Joseph (Miller), Luisa d'Oliveira (Emori), Sachin Sahel (Jackson), Tati Gabrielle (Gaia), Jessica Harmon (Niylah), Lola Flanery (Madi), JR Bourne (Russell), Chuku Modu (Gabriel), Bethany Brown (Jade), Shelby Flannery (Hope Diyoza), Lee Majdoub (Nelson).
- Altri interpreti: Dakota Daulby (Sheidheda), Kat Ruston (Miranda Mason IX), Megan Danso (Layla), Ian Butcher (Caleb Mason VIII), Miles Chambers (Zev).
- Ascolti USA: telespettatori 0.59 milioni - rating 18-49 anni 0.2%[16]